# أوسامو تاكادا
أوسامو تاكادا (باليابانية: 高田 修) (مواليد 28 يوليو 1970)، هو لاعب كرة قدم سابق كان يلعب كلاعب وسط.